# Lamponius portoricensis
Lamponius portoricensis är en insektsart som beskrevs av Rehn, J.A.G. 1903. Lamponius portoricensis ingår i släktet Lamponius och familjen Pseudophasmatidae. Inga underarter finns listade i Catalogue of Life.